# Peltosaari (ö i Norra Österbotten, Koillismaa, lat 66,14, long 29,25)
Peltosaari är en halvö i Finland. Den ligger i sjön Rukajärvi (östligaste delen) och i kommunen Kuusamo i den ekonomiska regionen  Koillismaa ekonomiska region  och landskapet Norra Österbotten, i den nordöstra delen av landet, 700 km norr om huvudstaden Helsingfors.

## Klimat
Trakten ingår i den boreala klimatzonen. Årsmedeltemperaturen i trakten är −4 °C. Den varmaste månaden är juli, då medeltemperaturen är 16 °C, och den kallaste är februari, med −18 °C.